# 亞洲貨櫃碼頭

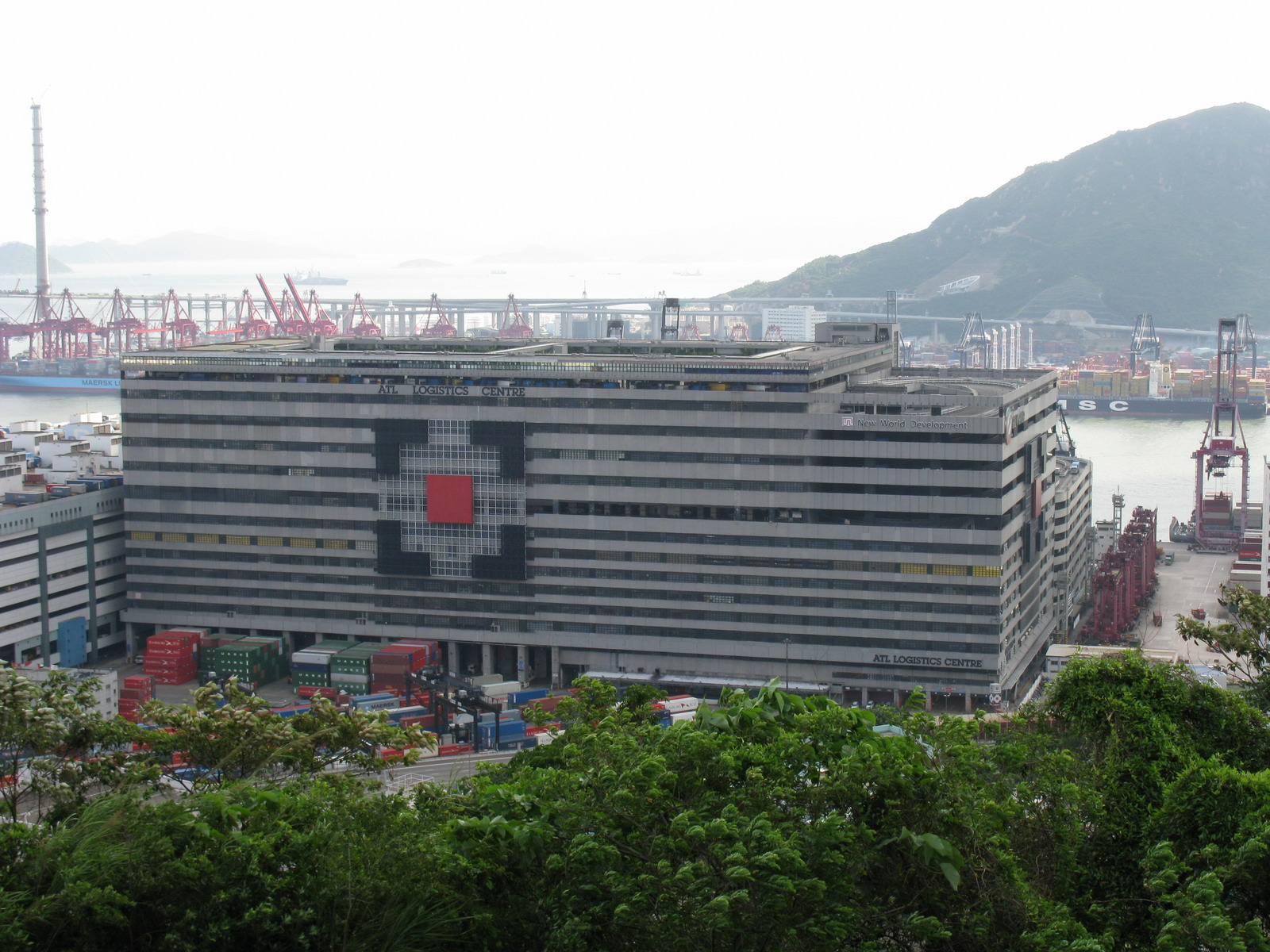

亞洲貨櫃碼頭有限公司 （英語：Asia Container Terminals Ltd.）是一間在香港經營經營港口業務的公司，在葵涌八號西貨櫃碼頭經營兩個泊位。
在香港回歸前夕，由香港置地、新鴻基地產、新創建及環球貨櫃碼頭（CSX，被杜拜港務局於2004年12月收購）合資成立的亞洲貨櫃碼頭獲得青衣九號貨櫃碼頭的經營權，其後亞洲貨櫃碼頭與現代貨箱碼頭互換泊位，獲得葵涌八號西貨櫃碼頭的兩個泊位。2004年11月，新鴻基地產以15億元購入置地持有碼頭的28.5%股權，增持至57%。2004年12月，新創建與環球貨櫃碼頭行使優先認購權購入新鴻基地產持有的股權，令新加坡港務局未能購入亞洲貨櫃碼頭股權。2005年，新加坡港務局收購新創建持有的亞洲貨櫃碼頭31.4%及環球貨櫃碼頭33.34%股權。2013年，和記港口信託以39.17億元收購亞洲貨櫃碼頭全部股權。
2014年3月，和記港口信託減持亞洲貨櫃碼頭的權益，和記港口信託及中遠太平洋各佔一半的合營公司將持有亞洲貨櫃碼頭80%股權，中海碼頭發展持有餘下的20%。中遠太平洋以11.08億元及收購ACT股東貸款5.4億元的總作價收購與和記港口信託組成的合營公司一半權益，而中海碼頭發展以5.54億元及收購ACT股東貸款2.7億元的總作價收購洲貨櫃碼頭的20%股權。

## 外部連結
- 亞洲貨櫃碼頭網站